# Composer
Composer — менеджер пакетів прикладного рівня для мови програмування PHP що забезпечує стандартний формат для управління залежностями у програмному забезпеченні та необхідними бібліотеками. Він був розроблений Нілом Адерманом і Хорді Боггіано, які і досі супроводжують проект. Вони почали розробку в квітні 2011 року і вперше випустили його 1 березня 2012 року. Composer брав натхнення з «npm» для Node.js і «bundler» для Ruby's. Спочатку в основі був алгоритм залежностей проекту з openSUSE's libzypp.
Composer працює з командного рядка і встановлює залежності (наприклад, бібліотек) для застосунку. Він також дозволяє користувачам встановлювати PHP пакети, доступні на «Packagist», який є його основним сховищем, яке містить доступні пакети. Він також реалізує автозавантажувач класів, для встановлених бібліотек і це полегшує використання коду від сторонніх розробників.
Composer використовується як складова частина декількох популярних PHP проектів з відкритим вихідним кодом, наприклад: Laravel, Symfony.
На логотипі проекту зображений диригент, а не композитор. Тим не менш, деякі члени спільноти Composer вважають, що на логотипі зображено відомого композитора Бетховена.

## Фреймворки, які використовують Composer
- Symfony з версії 2 і новіші
- Laravel з версії 4 і новіші
- CodeIgniter з версії 3.0 і новіші
- CakePHP з версії 3.0 і новіші
- FuelPHP з версії 2.0 і новіші
- Drupal з версії 8 і новіші